# Fluorbenzol
Fluorbenzol (C6H5F) ist ein aromatischer Halogenkohlenwasserstoff. Das Molekül ist wie Benzol aufgebaut, eines der sechs Wasserstoff-Atome des Benzols ist durch ein Fluor-Atom ersetzt.

## Darstellung
Eine Darstellung durch Halogenierung wie bei Chlor- und Brombenzol ist nicht möglich. Die Synthese gelingt mittels der Schiemann-Reaktion. Die Synthese beginnt mit einer Diazotierung von Anilin. Durch Zugabe einer Natriumtetrafluoroborat-Lösung (NaBF4) wird das Diazoniumsalz als Tetrafluoroborat gefällt, der Niederschlag gewaschen, getrocknet und zur Umsetzung vorsichtig erhitzt.
{\displaystyle \mathrm {Ph{-}N\equiv N^{+}[BF_{4}]^{-}\longrightarrow Ph{-}F+N_{2}\uparrow +BF_{3}} }
Die Umsetzung gelingt auch mit wässriger Hexafluorphosphorsäure (HPF6).

## Eigenschaften
Fluorbenzol ist eine farblose, entzündliche Flüssigkeit und weitgehend unpolar, daher in Wasser sehr schlecht löslich, in Alkoholen, Benzol und Ethern löslich. Ausgehend von Benzol zum Fluorbenzol ist ein deutliches Absinken des Schmelzpunktes von +5,5 auf −42 °C festzustellen – durch das Einführen eines einzigen Substituenten in das hochsymmetrische Benzolmolekül. Der Siedepunkt steigt dagegen kaum, von 80,1 auf 85 °C.
Fluorbenzol bildet leicht entzündliche Dampf-Luft-Gemische. Die Verbindung hat einen Flammpunkt von −15 °C. Der Explosionsbereich liegt zwischen 1,3 Vol.‑% als untere Explosionsgrenze (UEG) und 8,9 Vol.‑% als obere Explosionsgrenze (OEG). Die Zündtemperatur beträgt 630 °C. Der Stoff fällt somit in die Temperaturklasse T1.

## Verwendung
Fluorbenzol ist eine relativ inerte Verbindung. Es dient sowohl als gutes Lösungsmittel für hochreaktive Komponenten, bildet aber auch kristallisierbare Metallkomplexe.

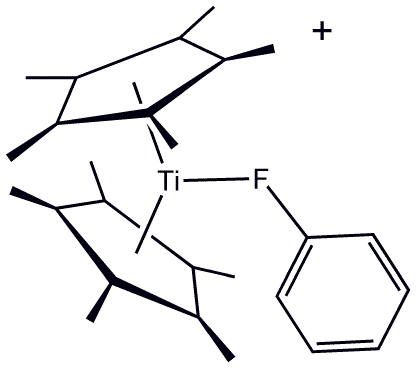
Struktur von [(C_{5}Me_{5})_{2}Ti(FC_{6}H_{5})]^{+}, ein Koordinationskomplex des Fluorbenzols.

Durch Bromierung von Fluorbenzol in Gegenwart eines Katalysators kann 4-Bromfluorbenzol gewonnen werden.